# Chapelle-d'Armentieres New Military Cemetery
Chapelle-d'Armentieres New Military Cemetery is een Britse militaire begraafplaats met gesneuvelden uit de Eerste Wereldoorlog, gelegen in de Franse gemeente La Chapelle-d'Armentières in het Noorderdepartement. De begraafplaats werd ontworpen door William Cowlishaw en ligt in een veld een paar honderd meter ten noorden van het dorpscentrum. Het terrein heeft een nagenoeg vierkantig grondplan met een oppervlakte van 507 m² en is omgeven door een natuurstenen muur. In de zuidwestelijke hoek staat het Cross of Sacrifice. De begraafplaats wordt onderhouden door de Commonwealth War Graves Commission.
Er rusten 73 Britse gesneuvelden waaronder één niet geïdentificeerde.

## Geschiedenis
Tijdens de Eerste Wereldoorlog liep het front door La Chapelle-d'Armentières. Het dorp was tot 10 april 1918 in geallieerde handen waarna tijdens het Duitse lenteoffensief door hen veroverd werd. In oktober daaropvolgend werd het heroverd door de Britten.
Tot oktober 1915 werden gesneuvelden begraven in Chapelle-d'Armentieres Old Military Cemetery, maar toen dit gesloten werd startte men 200 meter noordelijker een nieuwe begraafplaats welke gedurende de volgende drie maanden door gevechtseenheden en hulpposten werd gebruikt. In 1927 werd een graf bijgezet dat afkomstig was van de gemeentelijke begraafplaats van Roubaix.

## Graven

### Onderscheiden militairen
- korporaal P. Gunner en soldaat A.E. Jerfferies, beiden van de Somerset Light Infantry werden onderscheiden met de Distinguished Conduct Medal (DCM).

### Minderjarige militairen
- H. Statham, soldaat bij het East Yorkshire Regiment en G. Heppell, soldaat bij het Yorkshire Regiment waren 17 jaar toen ze sneuvelden.